# Campeonato Europeo de Rugby League 1995
El Campeonato Europeo de Rugby League de 1995 fue la vigésimo tercera edición del principal torneo europeo de Rugby League.

## Equipos
- Francia
- Gales
- Inglaterra

## Posiciones
| Equipo     | Encuentros | Encuentros | Encuentros | Encuentros | Tantos  | Tantos    | Tantos     | Puntos |
| Equipo     | jugados    | ganados    | empatados  | perdidos   | a favor | en contra | diferencia | Puntos |
| ---------- | ---------- | ---------- | ---------- | ---------- | ------- | --------- | ---------- | ------ |
| Gales      | 2          | 2          | 0          | 0          | 40      | 24        | +26        | 4      |
| Inglaterra | 2          | 1          | 0          | 1          | 35      | 34        | +1         | 2      |
| Francia    | 2          | 0          | 0          | 2          | 26      | 41        | -15        | 0      |

Nota: Se otorgan 2 puntos al equipo que gane un partido, 1 al que empate y 0 al que pierda.
|  | Campeón |

## Resultados
| 1 de febrero | Gales | 18 - 16 | Inglaterra |  |  |

| 15 de febrero | Inglaterra | 19 - 16 | Francia |  |  |

| 5 de marzo | Francia | 10 - 22 | Gales |  |  |

| Bandera de Gales |
| Campeón Gales    |
| Cuarto título    |